# Дідове Озеро (заказник)
Ді́дове О́зеро — гідрологічний заказник загальнодержавного значення в Україні. Розташований у межах Словечанської сільської громади Коростенського району Житомирської області, у верхів'ї річки Болотниці (Свидівки), на захід від села Кованки.
Площа 294 га. Створений у 1980 році. Перебуває у віданні Словечанського лісгоспзагу.
До заказника належить заболочене озеро та прилеглі ділянки боліт. Прибережно-водна рослинність представлена переважно очеретом, осокою омською, осокою здутою, глечиками, лататтям сніжно-білим. На озері є сфагновий плав з малопоширеними видами рослин — осокою стрункокореневищною, а також росичкою проміжною, занесеною до Червоної книги України.
У межах заказника добре збереглися ділянки з журавлиною та чорницею. Місце оселення бобрів, ондатри, видри, водоплавних птахів. В озері водяться понад 45 видів риб, рептилій та амфібій.